# Justin Marozzi
Justin Marozzi (né en 1970) est un journaliste, historien et écrivain voyageur britannique. 

## Biographie
Marozzi étudie à l'université de Cambridge, où il obtient un Starred Double First en histoire en 1993. Il est également diplômé en journalisme audiovisuel de l'université de Cardiff et en relations internationales de l'université de Pennsylvanie en tant que boursier Thouron.  En tant que journaliste, il a travaillé pour la BBC, le Financial Times et The Economist. 
Marozzi est membre de la Royal Geographical Society.

## Œuvres
- 2001 : South from Barbary (un compte rendu de ses explorations à travers le Sahara libyen)
- 2004 : Tamerlane: Sword of Islam, Conqueror of the World (une biographie du conquérant mongol Tamerlan)
- 2006 : Faces of Exploration (courtes biographies d'explorateurs célèbres)
- 2008 : The Man Who Invented History: Travels with Herodotus (une biographie de l'historien de la Grèce antique Hérodote)
- 2014 : Baghdad: City of Peace, City of Blood (histoire de la ville de Bagdad).

## Distinctions
- Prix Ondaatje 2015 pour Baghdad: City of Peace, City of Blood[3]